# Prosympal
Le Prosympal est une substance antagoniste des récepteurs de l’adrénaline. C'est le premier médicament adrénolytique alpha de synthèse.

## Histoire
Les adrénolytiques alpha (ou alpha-adrénolytiques ou alpha-bloquants) de synthèse, quoique abandonnés en thérapeutique, conservent une grande importance historique et leurs effets ont continué, au moins jusqu’à la fin des années 1980, à servir aux  études comparatives qui alimentent la recherche en pharmacodynamie.
En 1933, Ernest Fourneau et Daniel Bovet publient une étude menée dans le laboratoire de chimie thérapeutique de l’Institut Pasteur sur les composés chimiques actifs sur le système sympathique. Cette étude porte plus particulièrement sur l’action sympathicolytique de nouveaux dérivés du dioxane, dont le type est le 883 F (diéthylaminométhyl-benzodioxane), synthétisé par Fourneau et commercialisé sous le nom de Prosympal par les laboratoires Spécia, département pharmaceutique des usines Rhône-Poulenc. Les auteurs y signalent en même temps les propriétés analogues de plusieurs amino-benzofuranes dont l'action est comparable à celle de l’ergotamine et de l’yohimbine. Inhibiteurs des terminaisons de certaines cellules nerveuses, et antagonistes de l'adrénaline, ces composés ont également des effets vasodilatateurs, hypotenseurs et hypothermisants,.
Poursuivant par ailleurs leurs recherches systématiques sur les éthers phénoliques, les collaborateurs de Fourneau obtiennent en 1939 un important résultat en montrant que, outre sa grande activité et ses effets analogues à ceux du 883 F, le diéthylamino-éthoxy-2 diphényle ou 1262 F, à son tour commercialisé par Spécia sous le nom de Dacorène, exerce une action cardiaque tout à fait nouvelle en thérapeutique.
S’appuyant alors sur les études de Fritz Kögl (de), Fourneau, Bovet et Georges Montézin cherchent quelles substances peuvent présenter des propriétés analogues à celles de la muscarine et, en 1945, Jean-Pierre Fourneau et Mlle Chatalou préparent des dizaines de composés apparentés dont le couple Bovet et Montézin démontrent l’activité acétylcholinique, découverte de première importance dans l’histoire de la synthèse des sympathicomimétiques.
Le Prosympal, quant à lui, encore dans le commerce au début des années 1950, a été abandonné en thérapeutique au profit de nombreuses autres substances mises au point à partir de la deuxième moitié de la décennie 1930.